# 歐爾金和諧號
歐爾金和諧號（MT Orkim Harmony），是一艘馬來西亞籍的油輪。

## 2015年劫持案
2015年6月，這艘船在馬來西亞柔佛州哥打丁宜縣丹絨素里里（Tanjung Sedili）附近水域失蹤，其後確認被8名帶著手槍與帕兰刀的印尼海盜劫持。被劫持期間，有22名船員在船上，包括了16名馬來西亞人，5名印尼人，與一名緬甸籍公民；船上當時載有6000公噸的汽油，價值2100萬馬來西亞令吉（約合560萬美金）。
6月17日，在澳大利亚皇家空军的協助下，找到這艘船的位置；19日，马来西亚皇家海军、马来西亚皇家空军和馬來西亞海事執法局救出了所有人質。8名劫船的海盜，被越南邊防隊和越南海洋警察司令部所逮捕，當時他們被發現企圖經過越南邊境逃跑。